# James Hamilton, III duca di Abercorn
Lord James Albert Edward Hamilton, III duca di Abercorn (Londra, 30 novembre 1869 – Londra, 12 settembre 1953), è stato un nobile e politico britannico, governatore dell'Irlanda del Nord.

## Biografia

### Giovinezza ed educazione
Nato a Hamilton Place, Piccadilly, a Londra, era il figlio primogenito di James Hamilton, II duca di Abercorn, a sua volta figlio di James Hamilton, I duca di Abercorn e discendente di una delle più antiche famiglie nobili irlandesi (anche se il capostipite di quel ramo della famiglia Hamilton, parenti dei Duchi di Hamilton, aveva origini scozzesi); suo padrino al battesimo fu il Principe di Galles, il futuro Edoardo VII del Regno Unito, mentre la madre era Lady Mary Anna Curzon-Howe, quarta figlia di Richard Curzon-Howe, I conte di Howe; alla sua nascita ebbe il titolo di Lord Paisley.
Hamilton fu educato all'Eton College, e successivamente entrò nel Royal Inniskilling Fusiliers come sottotenente, passando poi al 1st Life Guards, uno dei più prestigiosio reggimenti dell'esercito britannico, con il quale fu trasferito come maggiore nell'Irlanda settentrionale.

### Matrimonio
Il 1º novembre 1894 aveva sposato nella St. Paul's Church di Knightsbridge Lady Rosalind Cecilia Caroline Bingham (1869-1958), unica figlia di Charles Bingham, IV conte di Lucan (1830-1914) e della moglie Lady Cecilia Catherine Gordon-Lennox (1838-1910), figlia di Charles Gordon-Lennox, V duca di Richmond; ebbero tre figlie e due figli.

### Carriera politica
Lasciato l'esercito, si candidò alle elezioni generali del 1900 come deputato unionista per Londonderry City e tre anni dopo divenne Tesoriere delle Household succedendo a Victor Cavendish, IX duca di Devonshire, occupando un posto di grande importanza dell'amministrazione Balfour nonostante la sua giovane età. Nel 1885 aveva acquisito, ereditandolo dal padre, il titolo di Marchese di Hamilton, titolo che mantenne fino al 1913, quando, alla morte del padre, divenne Duca di Abercorn ed ottenne il seggio ereditario presso la Camera dei Lord. Fece parte dell'opposizione al governo liberale resistendo al progetto di autonomia dell'Irlanda noto come Home rule. Nel 1922, dopo la divisione in due entità dell'Irlanda, divenne governatore dell'Irlanda settentrionale, il primo a ricoprire questa carica. Fu anche Lord luogotenente del Tyrone dal 1917 alla sua morte e fu anche Lord luogotenente della Contea di Donegal per un certo periodo.
Hamilton divenne rappresentante ufficiale del re del Regno Unito nell'Irlanda settentrionale e nel 1928 fu confermato per un secondo mandato alla stessa carica; nel 1931 declinò l'offerta dell'incarico di governatore generale del Canada, tre anni dopo fu nuovamente confermato governatore dell'Irlanda settentrionale, carica che mantenne fino al luglio 1945, quando consegnò le sue dimissioni e si ritirò dall'attività politica.
Il duca di Abercorn fu creato cavaliere dell'Ordine di San Patrizio nel 1922 e sei anni dopo divenne cavaliere dell'Ordine della Giarrettiera. Nel 1929 gli fu tributata una laurea onoraria dalla Queen's University di Belfast e nel 1945 la Royal Victoria Chain, entrando a far parte come membro onorario del Consiglio Privato di Sua Maestà Britannica.
Di lui gran parte dei politici britannici dell'epoca, tra i quali Stanley Baldwin e lo stesso David Lloyd George, entrambi primo ministro del Regno Unito, ebbero un'ottima opinione, descrivendolo come la tipica immagine dell'aristocratico britannico: cortese, generoso, impeccabile, grande gentiluomo, pieno di tatto e dai modi galanti, buon cavallerizzo ed ottimo cacciatore. Lodato per il suo tatto politico, fu probabilmente il più amato dei governatori dell'Irlanda settentrionale, riuscendo anche a suscitare le simpatie di alcuni cattolici per la sua tolleranza.

### Morte
James Hamilton, III duca di Abercorn morì a Londra nel 1953 e fu inumato a Baronscourt nella Contea di Tyrone.

## Discendenza
Lord Abercorn e Lady Rosalind Cecilia Caroline Bingham ebbero tre figlie e due figli:
- Lady Mary Cecilia Rhodesia Hamilton (1896-1984), sposò nel 1917 il maggiore Robert Orlando Rudolph Kenyon-Slaney (1892-1965), con il quale divorziò nel 1930, sposato Sir John Gilmour, II baronetto; con il primo marito ebbe due figli e una figlia, e con il secondo una sola figlia;
- Lady Cynthia Elinor Beatrix Hamilton (1897-1972), sposò nel 1919 Albert Spencer, VII conte Spencer (1892-1975); ebbero un figlio, John Spencer, VIII conte Spencer, e due figlie; Lady Cynthia e Lord Albert furono i nonni di Diana Spencer e i bisnonni di William, duca di Cambridge;
- Lady Catherine Seymour (1900-1985), nel 1930 sposò il tenente colonnello Sir Reginald Henry Seymour (1878-1938), un discendente di Francis Seymour-Conway, I marchese di Hertford;
- James Edward Hamilton, IV duca di Abercorn (1904-1979);
- Lord Claud David Hamilton (1907-1968), fu barrister dell'Inner Temple e nel 1946 sposò Genesta Mary Heath, della quale divenne il terzo marito; non ebbero figli.

## Ascendenza
|                                      |                      |                                    | Genitori                               |  |  | Nonni |  |  | Bisnonni                          |  |  | Trisnonni                             |  |
|                                      |                      |                                    |                                        |  |  |       |  |  | James Hamilton, visconte Hamilton |  |  | John Hamilton, I marchese di Abercorn |  |
|                                      |                      |                                    |                                        |  |  |       |  |  | James Hamilton, visconte Hamilton |  |  | John Hamilton, I marchese di Abercorn |  |
|                                      |                      | Catherine Copley                   |                                        |  |  |       |  |  | James Hamilton, visconte Hamilton |  |  |                                       |  |
| James Hamilton, I duca di Abercorn   |                      |                                    |                                        |  |  |       |  |  | James Hamilton, visconte Hamilton |  |  |                                       |  |
|                                      |                      | Harriet Douglas                    | John Douglas                           |  |  |       |  |  |                                   |  |  |                                       |  |
|                                      |                      | Harriet Douglas                    | John Douglas                           |  |  |       |  |  |                                   |  |  |                                       |  |
|                                      |                      | Harriet Douglas                    | Frances Lascelles                      |  |  |       |  |  |                                   |  |  |                                       |  |
| James Hamilton, II duca di Abercorn  |                      | Harriet Douglas                    |                                        |  |  |       |  |  |                                   |  |  |                                       |  |
|                                      |                      | John Russell, VI duca di Bedford   | Francis Russell, marchese di Tavistock |  |  |       |  |  |                                   |  |  |                                       |  |
|                                      |                      | John Russell, VI duca di Bedford   | Francis Russell, marchese di Tavistock |  |  |       |  |  |                                   |  |  |                                       |  |
|                                      |                      | John Russell, VI duca di Bedford   | Elizabeth van Keppel                   |  |  |       |  |  |                                   |  |  |                                       |  |
| Louisa Jane Russell                  |                      | John Russell, VI duca di Bedford   |                                        |  |  |       |  |  |                                   |  |  |                                       |  |
|                                      |                      | Georgiana Gordon                   | Alexander Gordon, IV duca di Gordon    |  |  |       |  |  |                                   |  |  |                                       |  |
|                                      |                      | Georgiana Gordon                   | Alexander Gordon, IV duca di Gordon    |  |  |       |  |  |                                   |  |  |                                       |  |
|                                      |                      | Georgiana Gordon                   | Jane Maxwell                           |  |  |       |  |  |                                   |  |  |                                       |  |
| James Hamilton, III duca di Abercorn |                      | Georgiana Gordon                   |                                        |  |  |       |  |  |                                   |  |  |                                       |  |
|                                      | Penn Assheton Curzon | Assheton Curzon, I visconte Curzon |                                        |  |  |       |  |  |                                   |  |  |                                       |  |
|                                      | Penn Assheton Curzon | Assheton Curzon, I visconte Curzon |                                        |  |  |       |  |  |                                   |  |  |                                       |  |
|                                      | Penn Assheton Curzon | Esther Hanmer                      |                                        |  |  |       |  |  |                                   |  |  |                                       |  |
| Richard Curzon-Howe, I conte di Howe | Penn Assheton Curzon |                                    |                                        |  |  |       |  |  |                                   |  |  |                                       |  |
|                                      |                      | Sophia Charlotte Howe              | Richard Howe, I conte Howe             |  |  |       |  |  |                                   |  |  |                                       |  |
|                                      |                      | Sophia Charlotte Howe              | Richard Howe, I conte Howe             |  |  |       |  |  |                                   |  |  |                                       |  |
|                                      |                      | Sophia Charlotte Howe              | Mary Hartop                            |  |  |       |  |  |                                   |  |  |                                       |  |
| Mary Anne Curzon-Howe                |                      | Sophia Charlotte Howe              |                                        |  |  |       |  |  |                                   |  |  |                                       |  |
|                                      |                      | John Gore                          | John Gore                              |  |  |       |  |  |                                   |  |  |                                       |  |
|                                      |                      | John Gore                          | John Gore                              |  |  |       |  |  |                                   |  |  |                                       |  |
|                                      |                      | John Gore                          | Bellamira Munbee                       |  |  |       |  |  |                                   |  |  |                                       |  |
| Anne Gore                            |                      | John Gore                          |                                        |  |  |       |  |  |                                   |  |  |                                       |  |
|                                      |                      | Georgiana Montagu                  | George Montagu                         |  |  |       |  |  |                                   |  |  |                                       |  |
|                                      |                      | Georgiana Montagu                  | George Montagu                         |  |  |       |  |  |                                   |  |  |                                       |  |
|                                      |                      | Georgiana Montagu                  | Charlotte Wroughton                    |  |  |       |  |  |                                   |  |  |                                       |  |
|                                      |                      | Georgiana Montagu                  |                                        |  |  |       |  |  |                                   |  |  |                                       |  |